# St. Trinitatis (Herbsleben)

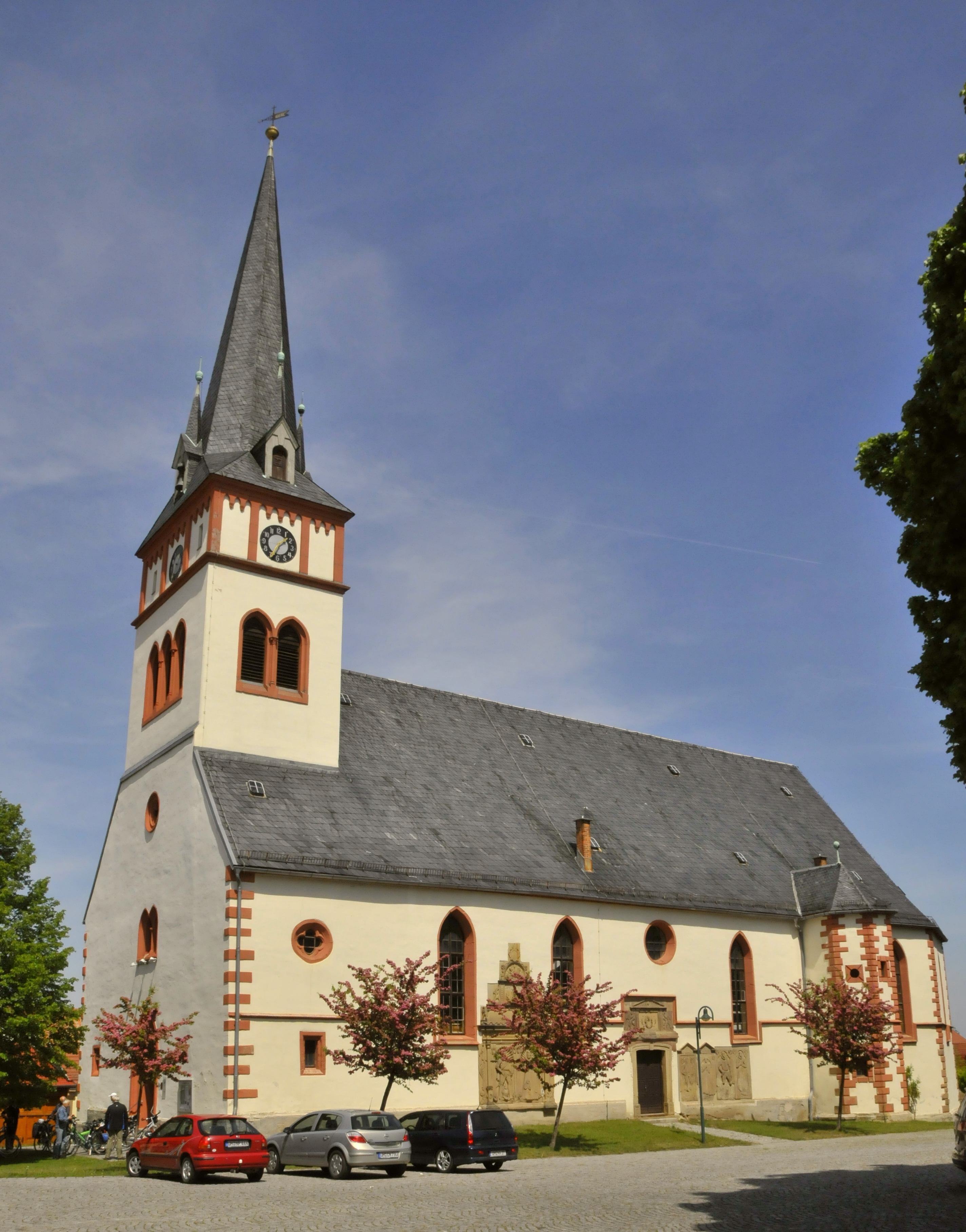
St. Trinitatis, Südseite

Die evangelische Kirche St. Trinitatis ist eine der größten Dorfkirchen Thüringens und die Pfarrkirche von Herbsleben.

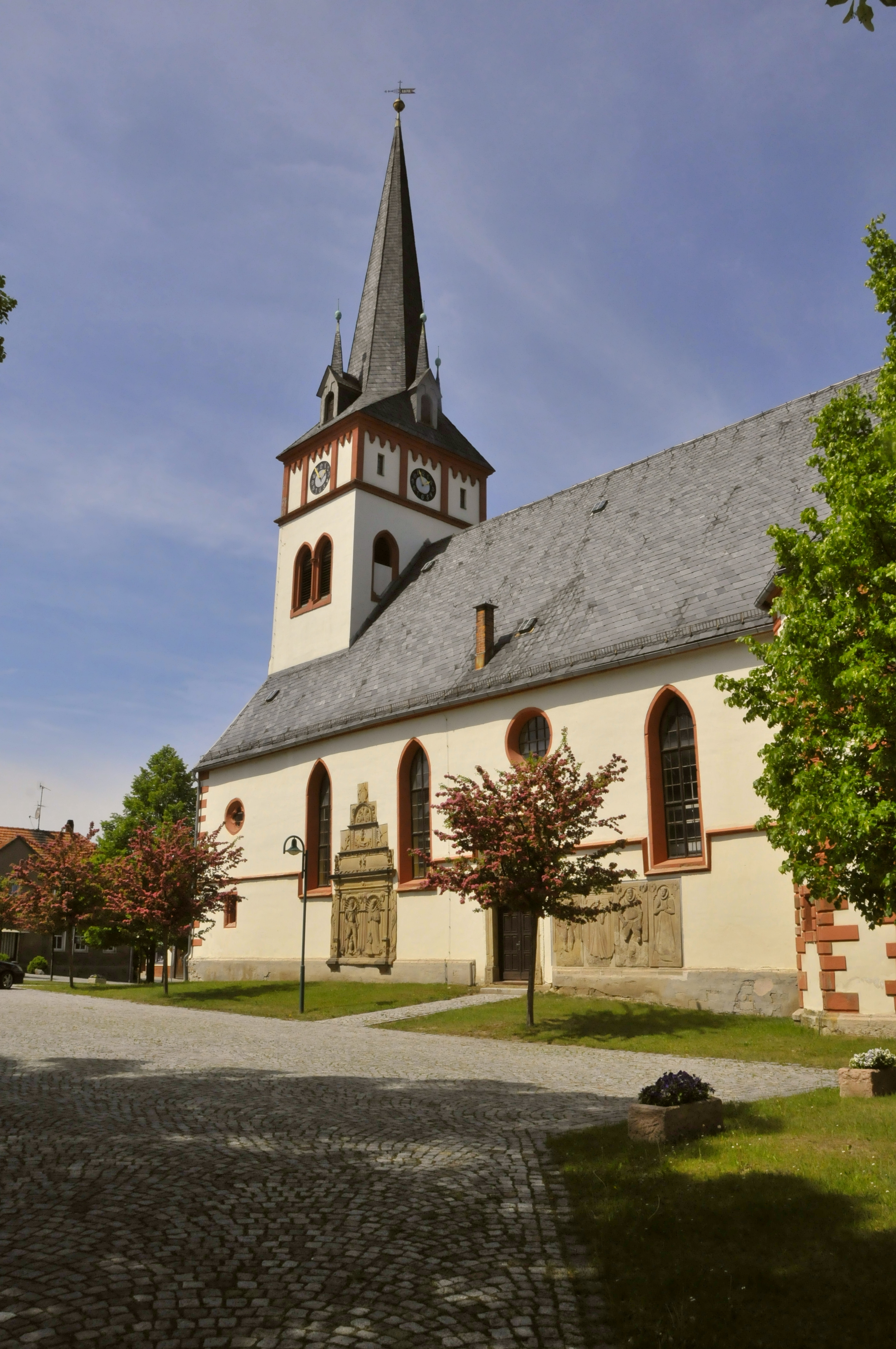
Ansicht von Südost

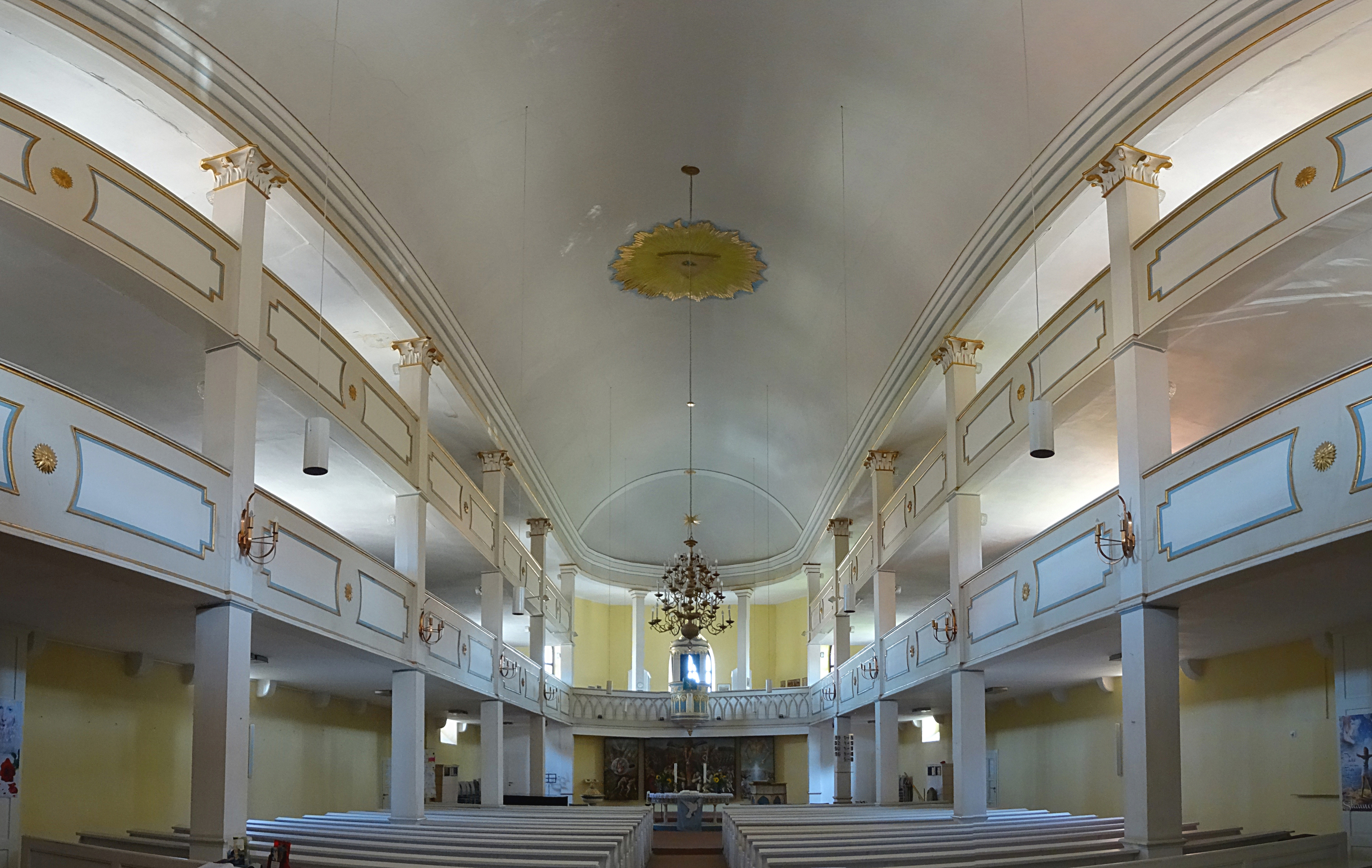
Innenraum-Panorama

## Geschichte
Wenn man davon ausgeht, dass Herbsleben einmal Königssitz gewesen ist, muss die Kirche einige Vorgängerbauten gehabt haben, möglicherweise erfolgte die Kirchengründung unter Bonifatius und Wigbertus als Marienkirche um 730 n. Chr.
Herbsleben war bis zur Reformation Sitz eines Erzpriesters. Im Jahre 1602 – Jahreszahl an der Nordseite des Turms – wurde die Kirche grundlegend umgebaut und in Trinitatiskirche umbenannt. Bei einem Großbrand im Ort im Jahre 1818, dem das Schloss und viele Häuser, Scheunen und Stallungen zum Opfer fielen, brannte auch die Kirche nieder und wurde bis 1820 wieder aufgebaut.

## Architektur
Das Äußere ist mit seinen Spitzbogenfenstern nach wie vor gotisch geprägt. Der Kirchenraum ist eine klassizistische Emporenhalle mit drei Emporengeschossen in den flachgedeckten Seitenschiffen. Durch das Tonnengewölbe über dem Mittelschiff liegt der Querschnitt an der Grenze zur Pseudobasilika. Die Pfeiler, die die Schiffe begrenzen und auch die Emporen tragen, stützen die Decke mit Korinthischen Kapitellen.

## Ausstattung
Der 46 m hohe Kirchturm hat seine heutige Gestalt seit 1913.
Die Kanzel, heute in der Mitte an der Empore im Altarraum angebracht, befand sich ursprünglich an der nördlichen unteren Empore. In den 1960er Jahren erhielt die Kirche eine Winterkirche im Erdgeschoss des Turms. 1983 und 2005 wurde die alte Winterkirche modernisiert. Der Gräfenhainer Künstler Gert Weber (* 1951) schuf das dreiteilige Altarbild aus Acrylglas.
Ab 1992 erfolgte die Außensanierung. Im Jahr 2000 wurden im Vorraum zur Winterkirche Toiletten eingebaut, um den Anforderungen als Radfahrerkirche Rechnung zu tragen. Ebenso wurde die Sakristei gegenüber (ehemals Kohlenlager) renoviert.

### Orgel
Die Orgel, die beim Brand 1818 zerstört wurde, war im 18. Jahrhundert von Tobias Heinrich Gottfried Trost erbaut worden. Nach dem Brand erhielt die Kirche eine neue Inneneinrichtung sowie eine neue Orgel aus der Werkstatt der Familie Hesse aus Dachwig. 1920 wurde die Orgel durch einen Neubau von Hugo Böhm ersetzt.

## Friedhof
Die Kirche wird vom ehemaligen Friedhof flankiert, der heute als Parkplatz und als Marktplatz genutzt wird. Der heutige Friedhof befindet sich südöstlich der Kirche in etwa 200 m Entfernung. Die Südseite der Kirche trägt Epitaphe mit Darstellungen Herbslebener Dynastien.

## Ausstellung
Die untere der beiden Emporen birgt Exponate aus der Kirchen- und Ortsgeschichte.

## Ehrung
Im Jahre 2005 wurde die Kirche einer der acht Preisträger des Jahres beim Thüringer Denkmalschutzpreis (Kategorie Einzeldenkmale).

## Bilder der Kirche

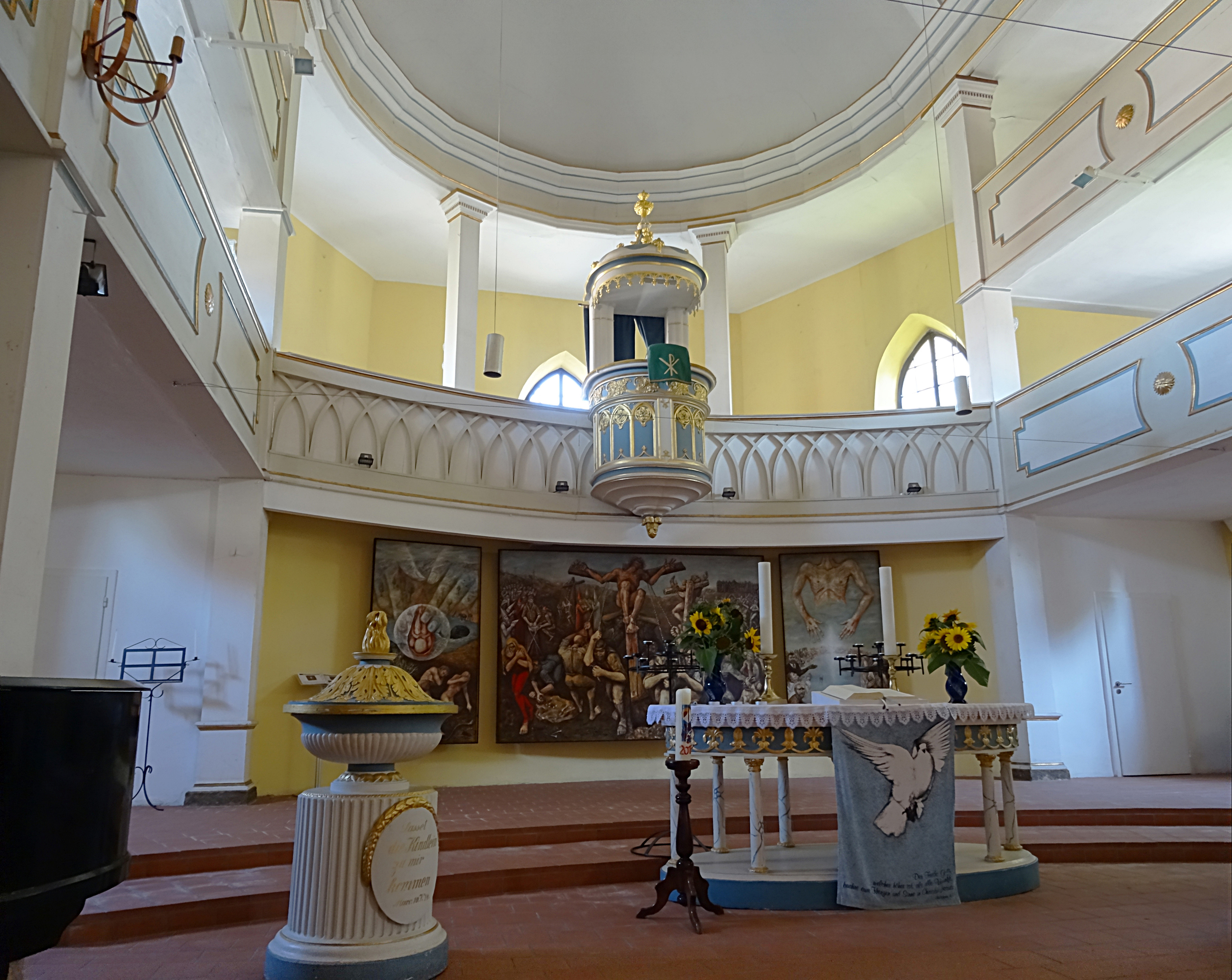
Blick zum Altar und zur Kanzel
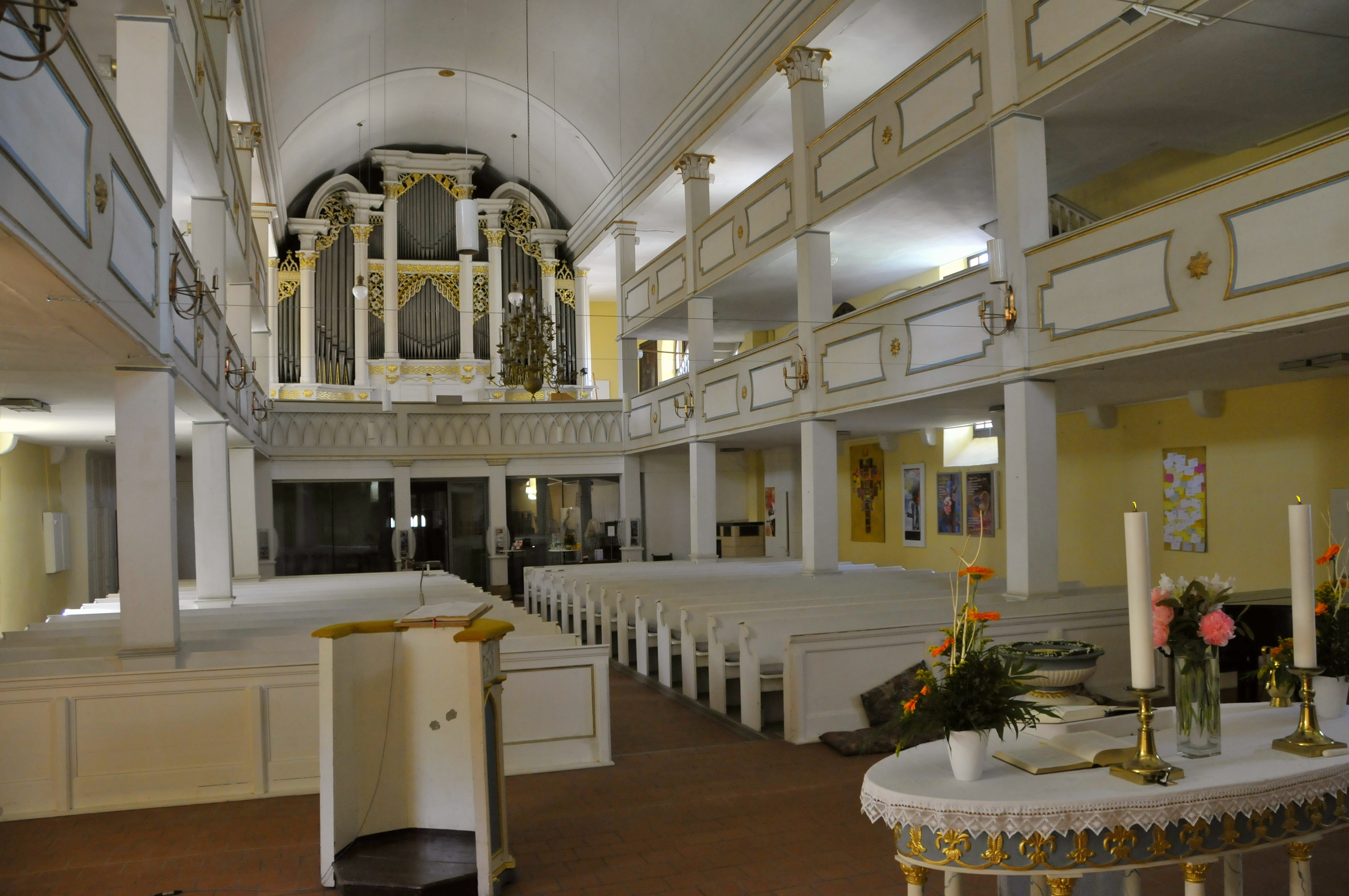
Blick zur Orgel
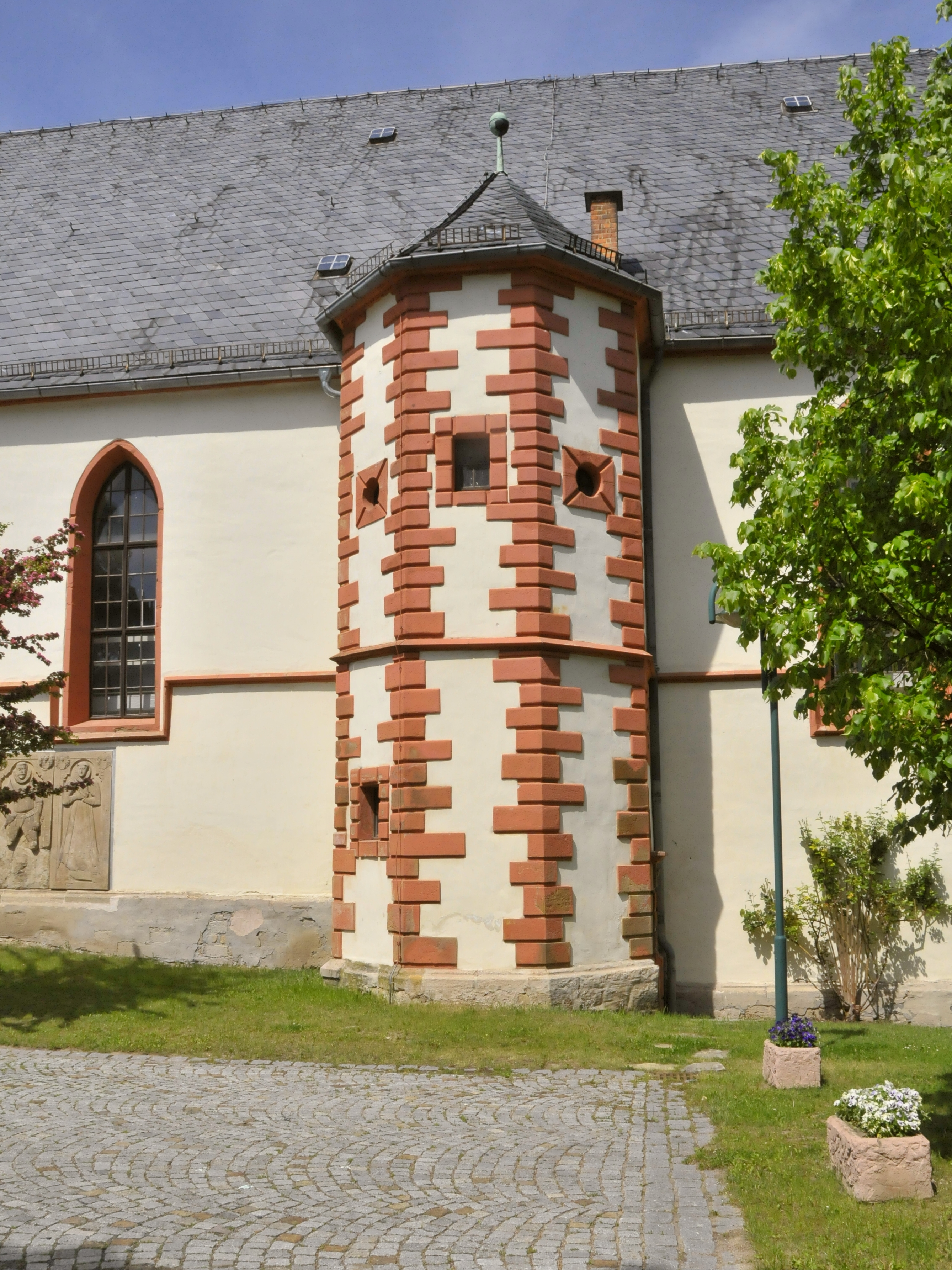
Treppenturm zu den Emporen
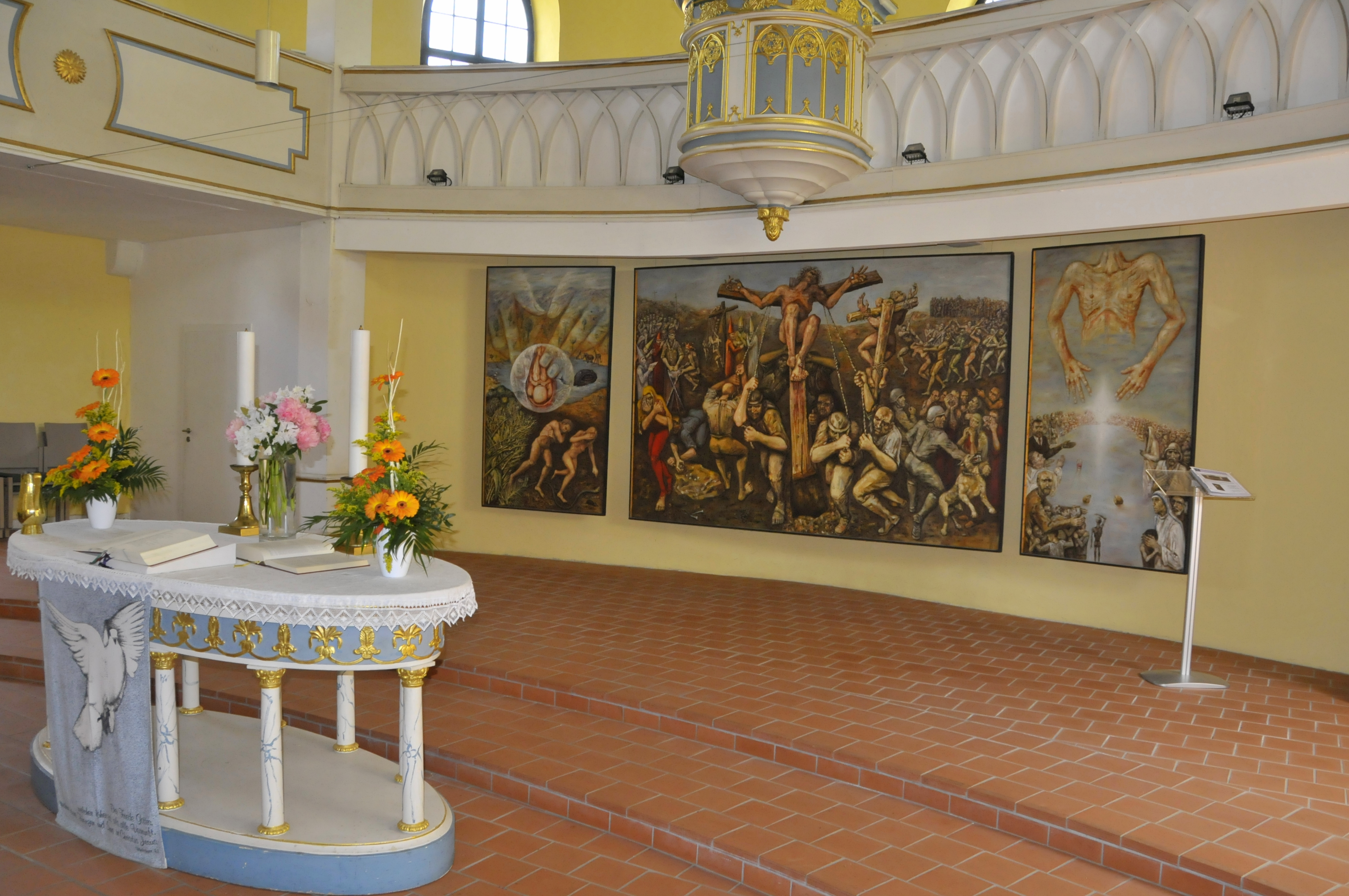
Altarbild
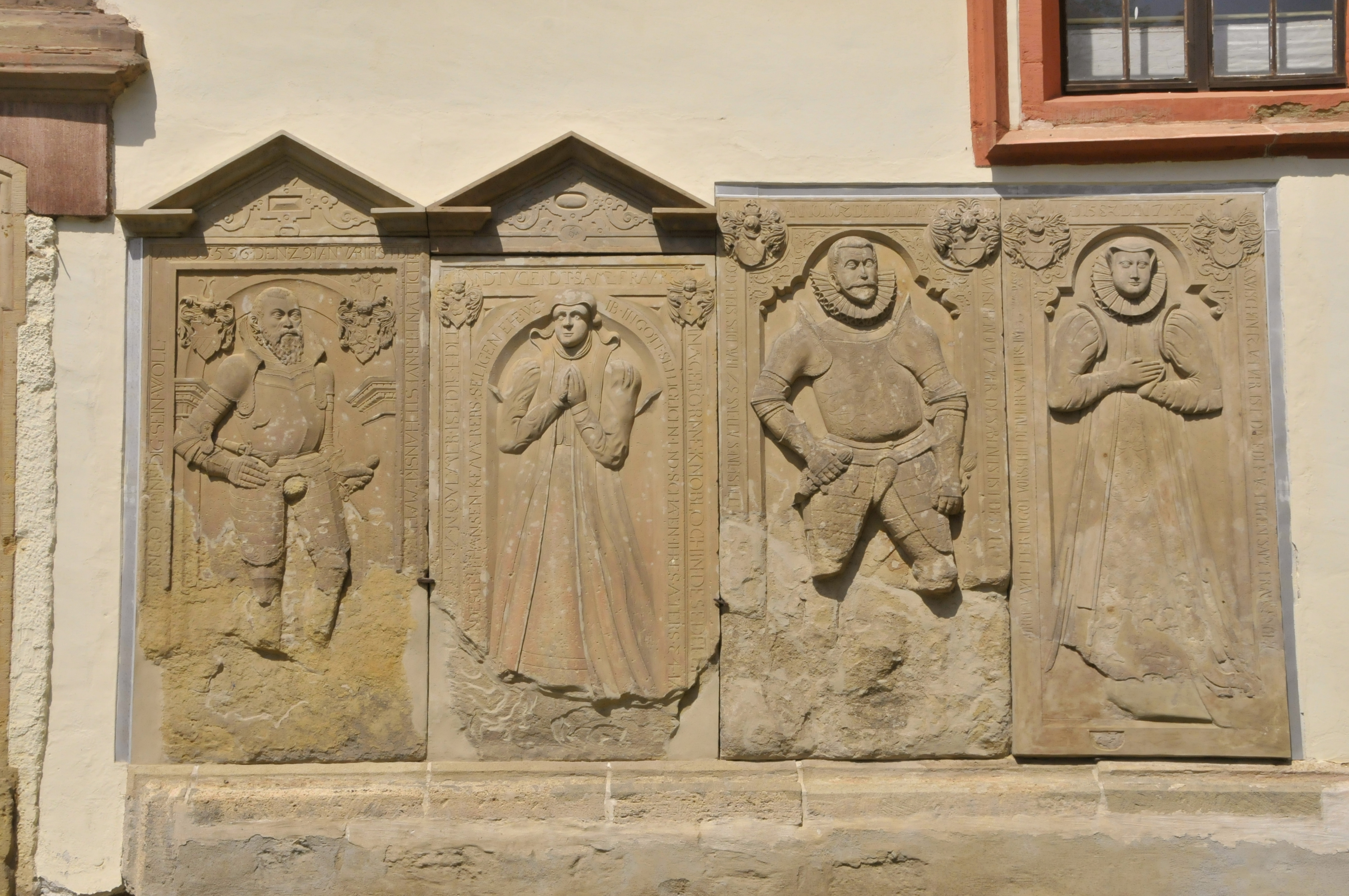
Rechtes Epitaph
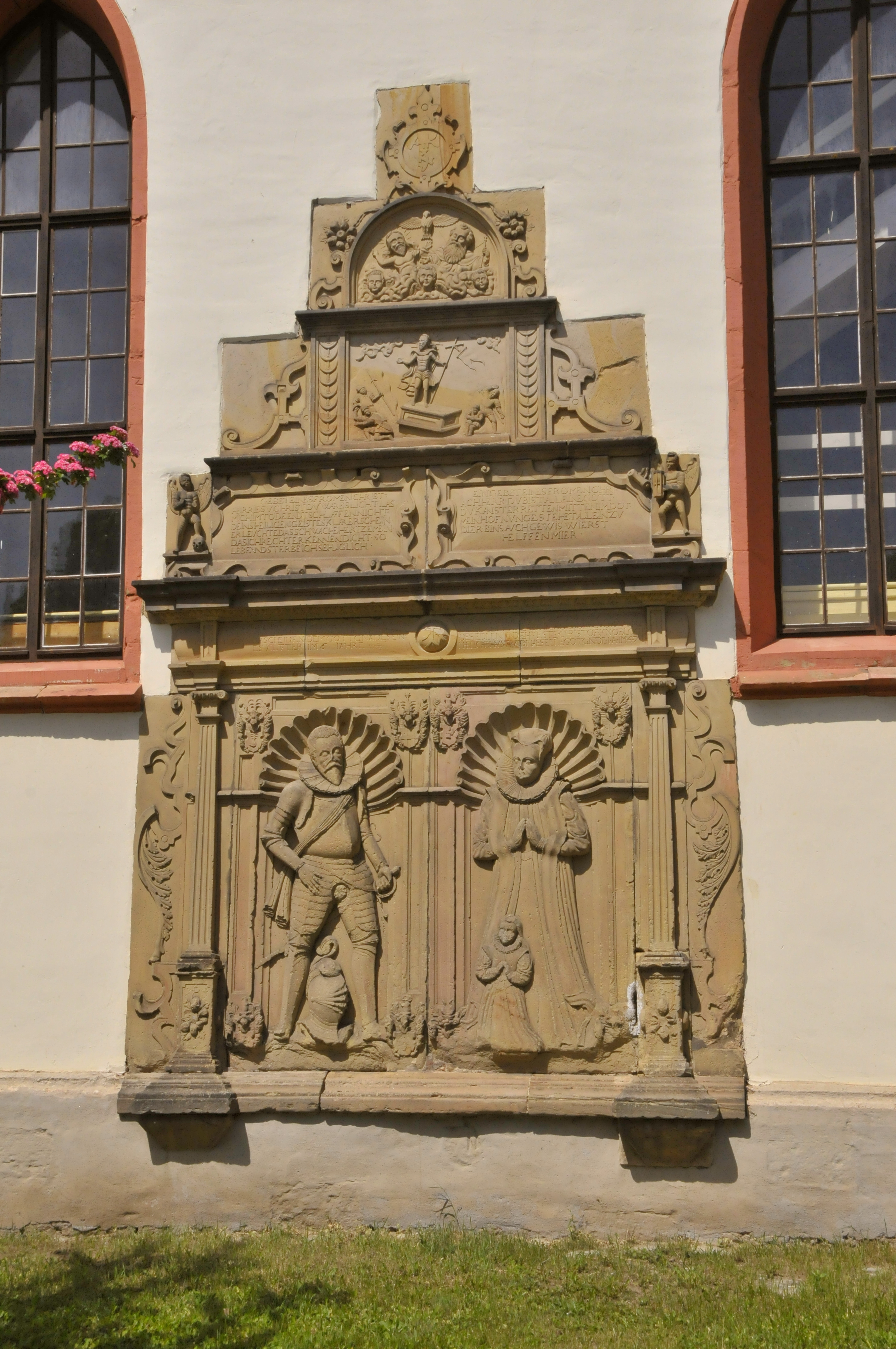
Linkes Epitaph
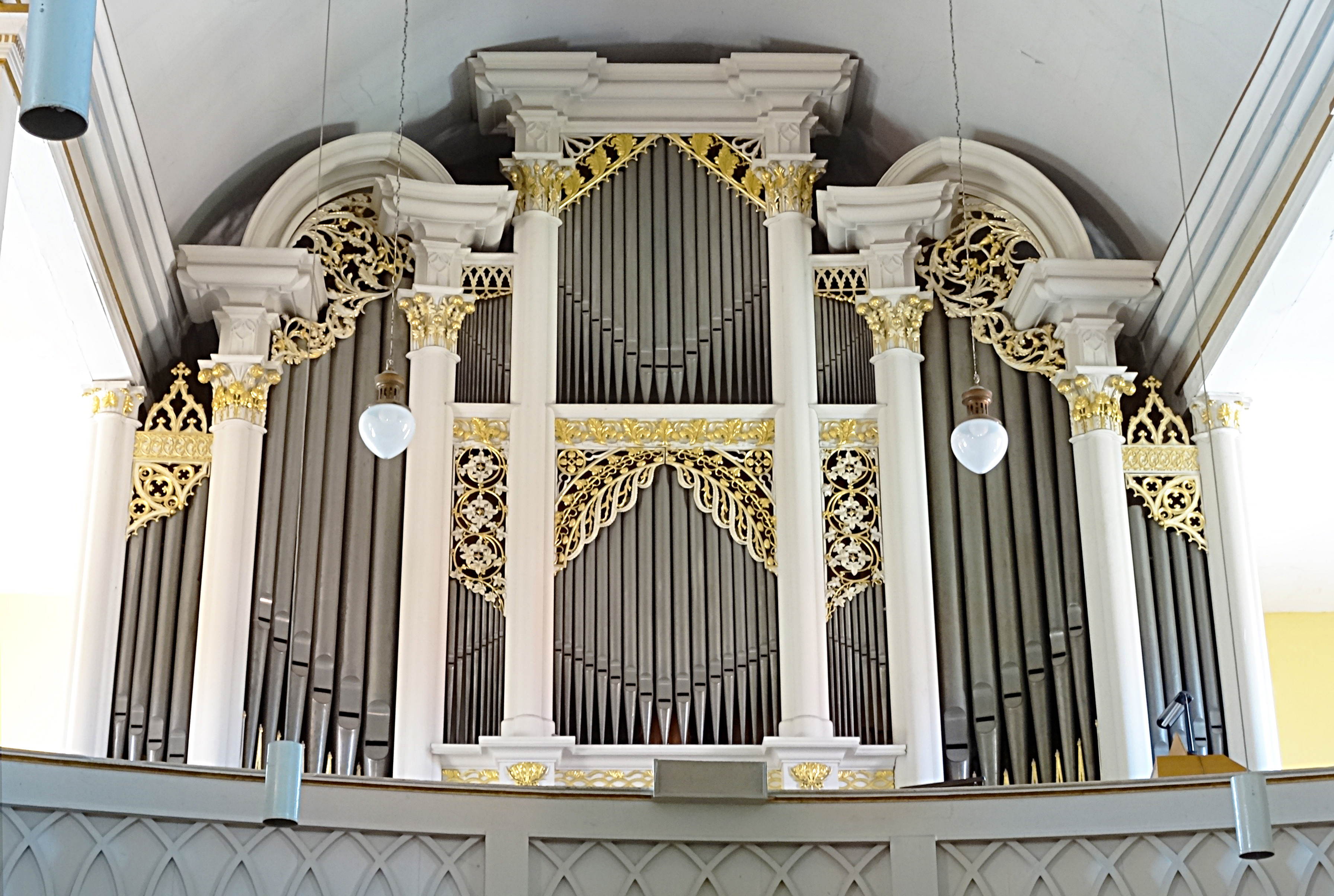
Orgel
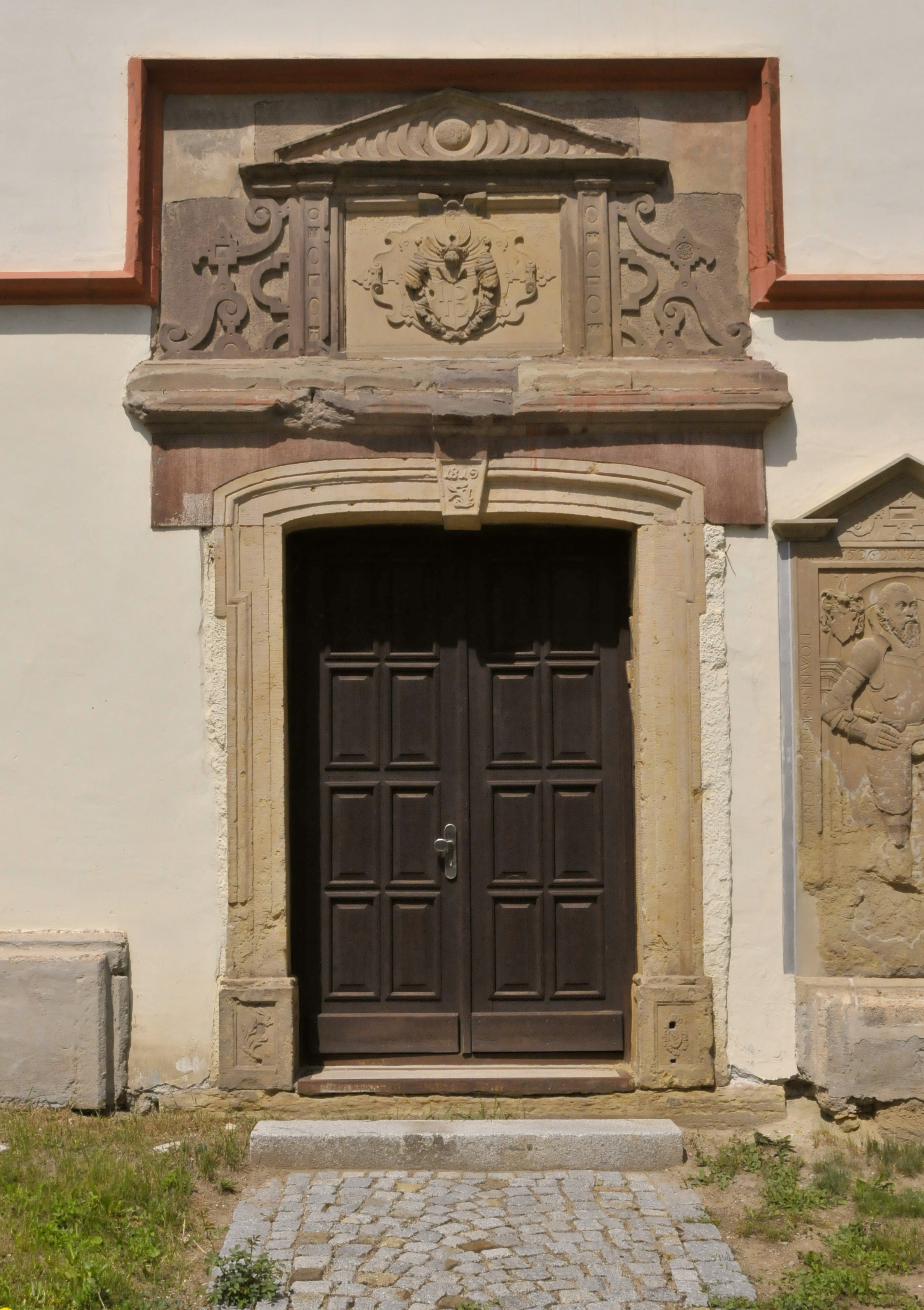
Seiteneingang an der Südseite
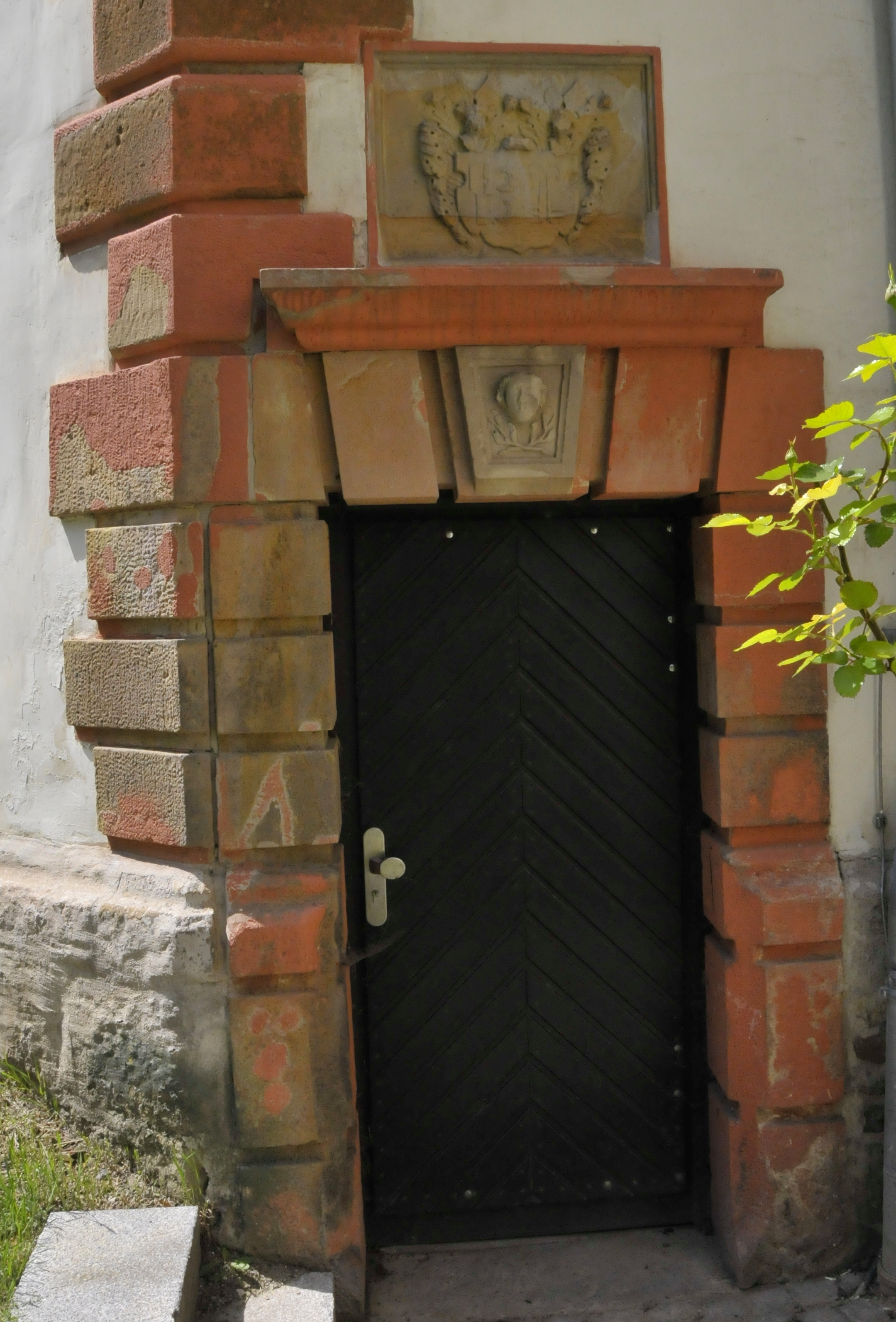
Seiteneingang an der Südostecke
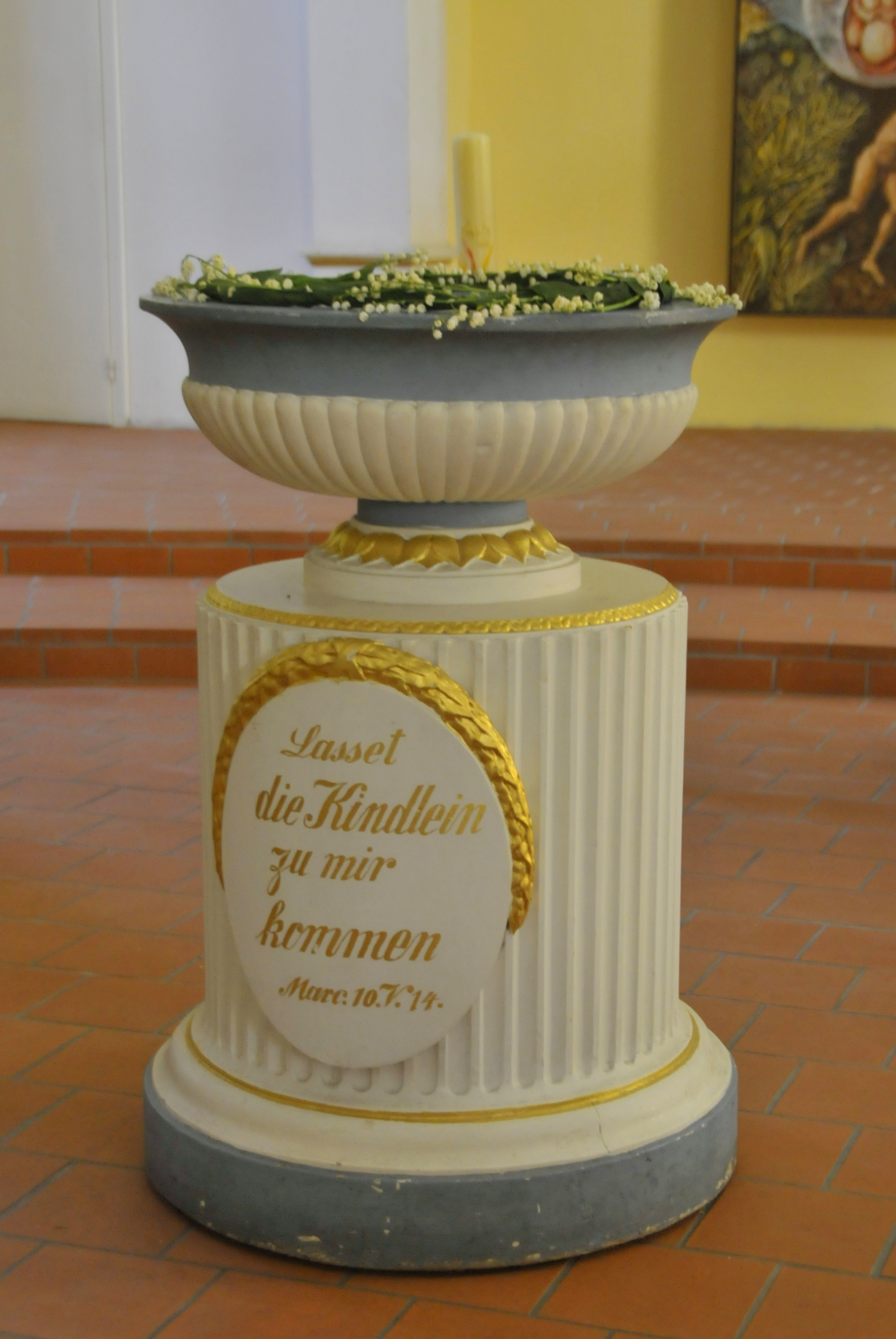
Taufbecken
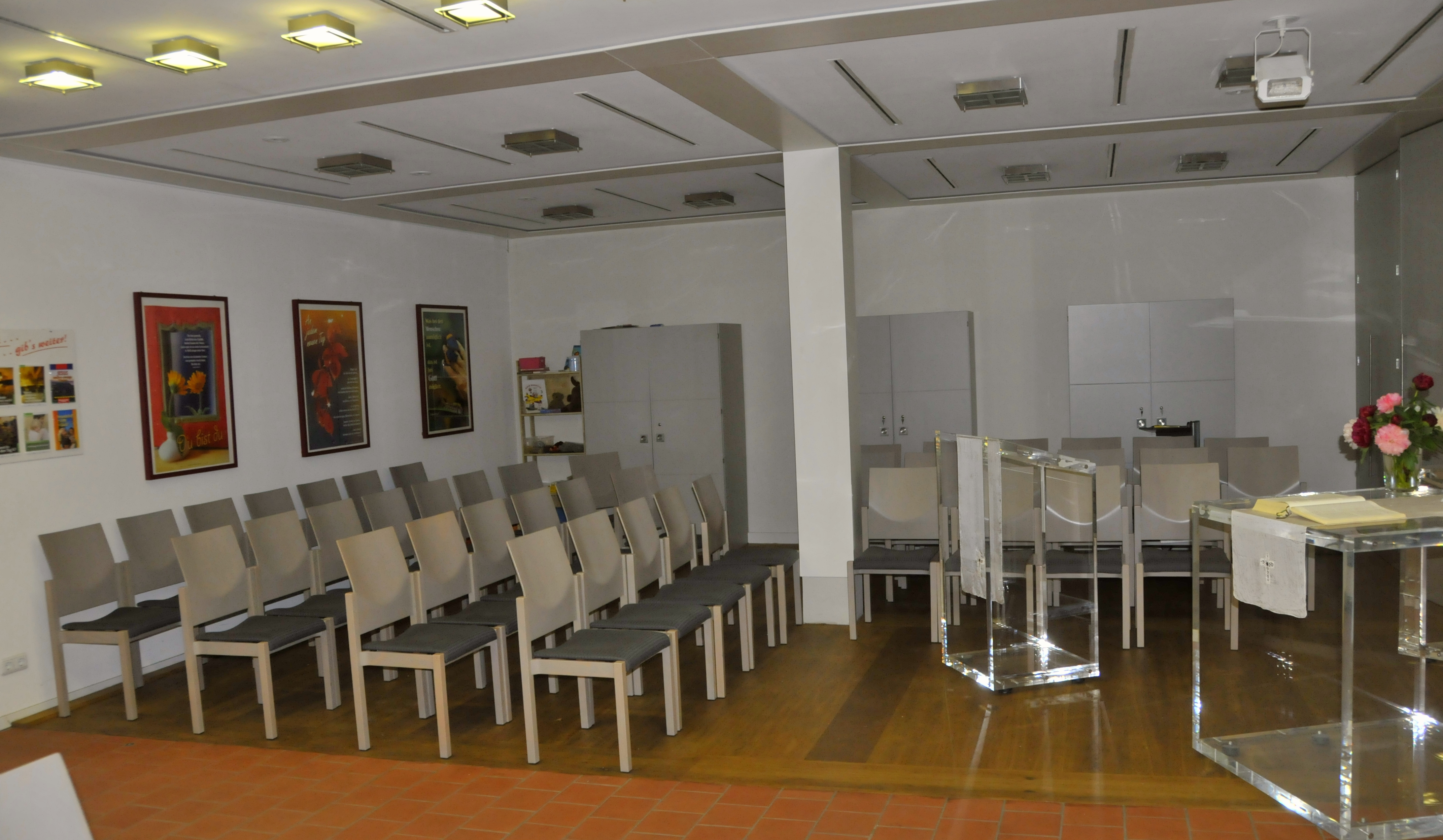
Winterkirche